# Scaphinotus cordatus
Scaphinotus cordatus är en skalbaggsart som beskrevs av Leconte 1853. Scaphinotus cordatus ingår i släktet Scaphinotus och familjen jordlöpare. Inga underarter finns listade i Catalogue of Life.